# Корексит
Корексит (Corexit) — серия растворителей, обычно используемая как диспергент для растворения (осаждения) нефтяных пятен.
При контакте с диспергентом нефть, вместо образования плёнки на поверхности воды, эмульгирует в микрокапли и тонет или, в некоторых случаях, остаётся в воде во взвешенном состоянии. В теории это позволяет быстрее проходить естественному процессу разложения нефти с помощью бактерий (биоремедиация), а также позволяет избежать её накопления на болотах или пляжах.
Производитель растворителя — Nalco Holding Company, сотрудничающая с BP и Exxon.
Растворители Corexit использовали при ликвидации последствий взрыва платформы Deepwater Horizon и разлива нефти в Мексиканском заливе. Для ликвидации применяли COREXIT 9527, который позже заменили на COREXIT 9500, так как первый вариант оказался чрезмерно токсичным.

## Право собственности
Корексит разработала компания Standard Oil из Нью-Джерси (SONJ), известная как ESSO (акроним от SO). Позже Standard Oil объединилась с Humble Oil, образовав Exxon. Сейчас Exxon — часть ExxonMobil.
В 2011 году серия Корексит стала собственностью Ecolab после её слияния с Nalco Holding Company. По состоянию на 2020 год растворитель производится Nalco, дочернее компанией Ecolab.

## Применение
Корексит — диспергатор, смесь поверхностно-активных веществ и растворителей. Её обычно используют для разрушения плавающих нефтяных пятен на погружающиеся под воду мелкие капли, которые снижают накопление нефти на береговой линии, но увеличивают — под водой. Также разрушение увеличивает площадь поверхности нефтяных пятен, что в теории должно ускорить переработку нефти натуральными бактериями. Диспергаторы сами являются формой загрязнения из-за токсичности. Кроме того, повышенная активность бактерий может истощать близлежащие воды, перерабатывая также 
и кислород, что может наносить вред морской жизни. Поэтому применение Корексита связано с важными компромиссами, которые необходимо учитывать при использовании. Например, относительный уровень токсичности диспергатора должен быть ниже относительной токсичности разлитой нефти, чтобы использование химикатов смягчало разлив нефти, а не усугубляло проблему.

### 1968 — 1988
В апреле 1968 года к месту крушения танкера «Esso Essen» у африканского побережья было отправлено 300 бочек Корексита. С самолета на пятно распылили в течение двух дней 125 бочек этого вещества, после чего пятно рассеялось. Позже корексит использовали при затоплении греческого танкера «Andron» у побережья Западной Африки.
После этих событий компания Humble Oil and Refining Co. и Enjay Chemical Company (дочерняя компания Standard Oil Company из Нью-Джерси) объявили о разработке Corexit 7664, охарактеризовав его как нетоксичный (в концентрации 1%) для морской жизни, включая креветок. Экотоксикологические исследования были проведены Институтом морских наук Университета Майами. Отличительной чертой Corexit 7664 химик-исследователь доктор Эдвард Корино назвал водную основу, в то время как предыдущие диспергаторы были высокотоксичны и созданы на основе углеводородов. Джеймс Эйвери, представитель Humble Oil and Refining Company по связям с общественностью в восточном регионе, подтвердил, что после разлива нефти в Торри-Каньоне еще один разлив в Фор-Ривер из танкера, следовавшего в Уэймут, к югу от Бостона, ускорил разработку Corexit 7664.
В феврале 1969 года, после испытаний в Монреале,Квебек, Канада, компания Imperial Oil объявила, что оснастила флот танкеров и барж корекситом для рассеивания разливов нефти.
В феврале 1970 года корексит был переброшен самолетом на нефтяное пятно, вытекшее из потерпевшего крушение танкера «Arrow» в Новой Шотландии, Канада. Месяц спустя Chevron использовала корексит и химический диспергатор Cold Clean на нефтяной платформе и под ней у побережья Луизианы во время разлива нефти в Мексиканском заливе. Corexit 9527 применили в августе 1984 года на разлитой нефти в Галвестоне, штат Техас, но, как сообщается, очистка не удалась. 2000 галлонов (7571 литр) корексита было сброшено с воздуха на нефть, вытекшую из корабля «Puerto Rican», когда позже в том же году он затонул в Сан-Франциско.

### 1989 — н.в.
Corexit использовали в 1989 году, когда произошёл выброс нефти из танкера «Эксон Валдиз» в Аляске. В 1992 году во время разлива нефти в Порт-Бонитон, Южная Австралия, были использованы Corexit 7764 и Corexit 9527. При разливе нефти «Montara» у северо-западного шельфа Австралии в 2009 году было применено 45 000 литров Corexit 9500 и 9527. В ликвидации последствий того, что в 2010 году китайский сухогруз Shen Neng сел на мель у Большого Барьерного рифа в Австралии, было использовано 2000 литров Corexit 9527.
В 2010 году реагентами Corexit EC9500A и Corexit EC9527A ликвидировали разлив нефти из скважины Deepwater Horizon, это был крупнейший случай применения реагентов в Соединённых Штатах. Помимо распыления, реагент также использовали не предусмотренным инструкцией и не проверенным способом: химикаты закачивались в разрушенное устье скважины ниже поверхности приблизительно на 1500 м (5000 футов). Влияние химикатов на живые организмы и природу исследуется, хотя уже доказано, что диспергатор токсичен для морской жизни. Кроме того, токсичность корексита увеличивается при смешивании с нефтью из-за синергетического эффекта.
Агентство по защите окружающей среды Environmental Protection Agency (EPA) выдало предварительные разрешения на использование обоих видов Corexit в чрезвычайных ситуациях, подобных этому разливу нефти.
19 мая 2010 года EPA приказало компании BP в течение 24 часов выбрать вместо Corexit менее токсичный реагент, который бы был включен в список одобренных EPA диспергентов из Перечне продуктов Национального плана действий в чрезвычайных ситуациях (National Contingency Plan Product Schedule), и начать его использование в течение 72 часов после одобрения выбора со стороны EPA. Либо, если BP не смогла бы найти альтернативу, предоставить отчёт об исследовании альтернативных диспергентов и о причинах отказа в их использовании. BP выбрали второй вариант, критикуя безопасность и доступность альтернатив.. Реагент «SeaBrat 4», единственная доступная в достаточных объёмах и менее токсичная альтернатива, был отвергнут BP из-за того, что компоненты могут превратиться в токсичный для морских обитателей нонилфенол, который сохраняется в окружающей среде .
Агентство по охране окружающей среды и Береговая охрана США сочли реакцию BP на альтернативные диспергенты недостаточной, поэтому Агентство по охране окружающей среды провело собственный анализ относительной токсичности диспергентов. Их рецензируемые выводы от 2 августа 2010 года показали, что Corexit 9500A в целом не более и не менее токсичен, чем другие доступные диспергаторы, и что смеси диспергентов и нефти в целом не более и не менее токсичны для тестируемых видов, чем сама нефть. 26 мая Агентство по охране окружающей среды приказало BP сократить использование Corexit на 75%; поверхностное использование было запрещено, кроме утвержденных особых обстоятельств В это же время недропользование было ограничено 15 000 галлонов в день. После 26 мая среднесуточное потребление снизилось на 9%, в среднем чуть более чем на 23 000 галлонов в день.
BP использовали Corexit EC9500A и Corexit EC9527A (второй — до конца мая), общими объёмами около 800 000 американских галлонов (3 028 329 литров). По другим оценкам были использованы 1 000 000 галлонов (3 785 412 литров) или 1,84 миллиона галлонов (6 965 158 литров). В конце апреля 2010 года, производитель Corexit компания Nalco утверждала, что производит только Corexit 9500.
В июле 2014 года корексит использовали в Тринидаде. По данным Anonimous, Corexit 9500 применили при утечке 8000 баррелей в реку Гуаракара. Но президент Petrolin Халид Хассанали опроверг это заявление и сообщил, что корексит применили в миле от берега, недалеко от Пуэнт-а-Пьер.
Применение корексита было одобрено в США Агентством по охране окружающей среды США (EPA), но после отчёта Government Accountability Project в 2013 году решение поставили под сомнение. В отчёте утверждалось, что использование Corexit оказывает «разрушительное долгосрочное воздействие на здоровье человека и экосистему Мексиканского залива».
Из восьми европейских стран, подписавших Боннское соглашение, Франция, Германия и Нидерланды имеют положения об использовании Corexit 9500 при разливе нефти. У Бельгии и Норвегии нет списков одобренных диспергентов, хотя в Бельгии есть запасы Corexit 9527. У Великобритании и Дании списки есть, но Corexit они не одобрили. Швеция, в свою очередь, вообще не использует диспергенты.

Примерно через неделю после инцидента на платформе Deepwater Horizon дочерние компании BP официально обратились к компании Nalco (дочернему предприятию Nalco Holding Company) с просьбой поставить большие количества Corexit 9500. Corexit 9500 был внесен в список продуктов Национального плана действий в чрезвычайных ситуациях Агентства по охране окружающей среды США, включая полномочия и указания для его производства. За использование должны были отвечать ответившие федеральные агентства. Nalco немедленно предоставила имевшиеся объёмы корексита и увеличила производство. 15 июля 2010 г. компания BP объявила, что закупорила утечку. Вскоре применение диспергентов в ходе ликвидации прекратилось.
Всего за время очистных мероприятий использовали 1,84 миллиона галлонов Corexit EC9500A и Corexit EC9527A, примерно 58% было распылено с воздуха.|

## Состав

### Corexit 9527
Запатентованный состав корексита не опубликован, но Сертификат безопасности материала от производителя содержит информацию, что основным компонентом Corexit EC9527A является 2-бутоксиэтанол и запатентованная композиция органических сульфонатов с небольшими добавками пропиленгликоля.
В предупреждении из информационного бюллетеня по опасным веществам для 2-бутоксиэтанола указано: «Опасность рака: 2-бутоксиэтанол может быть канцерогеном для людей, поскольку было доказано, что он вызывает рак печени у животных. Многие ученые полагают, что не существует безопасного уровня воздействия канцерогена. Репродуктивная опасность: 2-бутоксиэтанол может повредить развивающийся плод. Имеются ограниченные доказательства того, что 2-бутоксиэтанол может повредить мужскую репродуктивную систему (включая уменьшение количества сперматозоидов) у животных и может повлиять на фертильность самок у животных».  2-бутоксиэтанол был идентифицирован как возбудитель проблем со здоровьем, с которыми столкнулись ликвидаторы после разлива нефти Exxon Valdez в 1989 году. По данным организации «Действие сообщества Аляски по борьбе с токсичными веществами», использование корексита во время разлива вызвало у людей «заболевания дыхательной системы, нервной системы, печени, почек и крови».

### Corexit 9500
В ответ на давление общественности EPA и Nalco опубликовали список из 6 ингредиентов Corexit 9500, раскрыв составляющие сорбитан, бутандиовая кислота и нефтяной дистиллят.
Corexit EC9500A изготовлен в основном из гидроочищенных легких дистиллятов нефти, пропиленгликоля и запатентованного органического сульфоната. По данным New York Times, «Nalco ранее отказывалась идентифицировать третье опасное вещество в формуле 9500, но на веб-сайте EPA указано, что это диоктилсульфосукцинат натрия, моющее средство и распространенный ингредиент слабительных средств».
Защитники окружающей среды также надавили на производителя Nalco, чтобы он раскрыл концентрации компонентов в реагенте, но Nalco расценивает эту информацию как коммерческую тайну, хоть и предоставил её в EPA.

## Токсичность
Корексит запрещен в Великобритании из-за опасений по поводу возможных неблагоприятных последствий для здоровья людей.
До разлива нефти в Персидском заливе в 2010 году большинство исследований, проведенных с Corexit, были направлены на проверку эффективности рассеивания нефти, а не токсичности растворителя. В паспорте безопасности производителя указано, что исследования токсичности этого продукта не проводились, а позже сделан вывод: «Потенциальная опасность для человека: низкая». Согласно веб-сайту производителя, работники, применяющие Corexit, должны носить средства защиты органов дыхания и работать в проветриваемом помещении.
В сравнении с 12 другими диспергаторами, перечисленными Агентством по охране окружающей среды, Corexit 9500 и 9527 либо на том же уровне, либо в 10–20 раз более токсичны.
В ходе предварительного исследования EPA восьми различных диспергаторов было обнаружено, что Corexit 9500 менее токсичен для некоторых морских обитателей, чем другие диспергенты, и разрушается в течение нескольких недель, а не оседает на дне океана и не собирается в воде. По словам администратора Агентства по охране окружающей среды, ни один из восьми протестированных диспергаторов не оказался «нетоксичным». Во время разлива 2010 года экологический эффект от смешивания диспергентов с нефтью был неизвестен, как и токсичность продуктов распада диспергента.
Сенатор Род-Айленда Шелдон Уайтхаус заявил, что Агентство по охране окружающей среды не готово ответственно разрешить BP использование Corexit, но все равно сделало это. Он отметил, что производители могут номинировать себя в список одобренных EPA диспергентов. Им пришлось предоставить данные как об эффективности, так и о токсичности. Однако, официального предела токсичности, позволяющего запретить одобрение, не было.
Химик Вильма Субра выразила обеспокоенность по поводу опасности смеси корексита и сырого сырья, сообщив исследователям GAP : «Кратковременные симптомы включают острые респираторные проблемы, кожную сыпь, сердечно-сосудистые заболевания, желудочно-кишечные расстройства и кратковременную потерю памяти. Долгосрочные последствия включают рак, снижение функции легких, повреждение печени и почек».
Представитель Nalco Чарли Паджор заявил, что нефть, смешанная с корекситом, «более токсична для морской жизни, но менее токсична для жизни вдоль берега и животных на поверхности», поскольку диспергатор позволяет нефти оставаться под поверхностью воды. Корексит заставляет нефть превращаться в маленькие капли в воде; рыба может пострадать, если съест эти капли Согласно паспорту безопасности материала, Корексит также может биоаккумулироваться, оставаясь в организме и накапливаясь с течением времени. Таким образом, хищники, которые едят более мелкую рыбу, в организме которой содержится токсин, могут в конечном итоге получить гораздо более высокие уровни токсина в своей плоти. Влияние Корексита на микробиологические сообщества является темой текущих исследований.
В любом случае диспергированная нефть (коресксит, соединённый с нефтью) на дне будет разлагаться более 20 лет, но точно неизвестно сколько потребуется времени. В сертификате безопасности материала производитель утверждает «No toxicity studies have been conducted on this product» (Не проводилось токсикологических исследований продукции) и «The potential human hazard is: Low.» (Потенциальная опасность для человека: низкая). Согласно указаниям на веб-сайте производителя, работники, использующие Корексит, должны использовать устройства для защиты дыхания и работать в вентилируемых помещениях. При сравнении с другими 12-ю диспергенами, включёнными в списки EPA, Корексит 9500 и 9527 либо такие же по токсичности, либо до 10-20 раз токсичнее. В одном из исследований EPA среди восьми диспергентов Корексит 9500 был признан менее токсичным для отдельных видов морских обитателей, чем другие, и распадался за несколько недель, вместо осаждения на дне или накопления в воде. Ни один из 8 продуктов не был признан нетоксичным и, кроме того, экологический эффект смеси нефти и диспергентов неизвестен, также как и токсичность продуктов распада диспергента.

## Эффективность
Плёнка нефти должна диспергироваться в мелкие капельки, которые могут перемешаться с морской водой. Тогда нефть будет распределяться не только по двум измерениям (поверхность воды), но и диспергируется в объём (в толще воды).
В борьбе с разливом в Луизиане, Corexit EC9500A (ранее назывался Corexit 9500) показал эффективность в 54,7 %, а Corexit EC9527A соответственно 63,4 %. В списках EPA перечислено 12 других диспергентов, которые являются более эффективными при работе с нефтью — в том плане, что они безопаснее для дикой природы. Один из проверенных реагентов — Dispersit, который показал 100 % эффективность в диспергировании нефти из залива и меньшую токсичность на чешуйницах и креветках, чем Corexit.
Исследования Океанографического института Вудс-Хоула , проведенные в январе 2011 года, показали, что 800 000 галлонов Corexit, нанесенных на устье скважины BP в Макондо, «не способствовали расщеплению нефти и просто утекли в экосистему».
Как показали исследования конца 2015 года, диспергенты, в частности Corexit, способствуют осаждению нефтяных пятен, но сильно замедляют биологическую деградацию нефти.

## Критика
Информатор EPA Хью Кауфман дал интервью Democracy Now в разгар освещения новостей о разливе нефти Deepwater Horizon и объяснил свои взгляды на использование Corexit, заявив: «EPA сейчас занимает позицию, согласно которой они действительно не знают, насколько это опасно. Даже если вы прочитаете этикетку, вы поймете, насколько это опасно. И, например, в случае с Exxon Valdez, большинство людей, работавших с диспергентами, сейчас мертвы. Средний возраст смерти составляет около пятидесяти лет. Это экономический защитник BP, а не экологический защитник общества».
Морской токсиколог Рики Отт обвинила BP в отравлении местных жителей корекситом, который, по ее словам, они использовали, чтобы скрыть свою ответственность. В августе 2010 года она написала открытое письмо в Агентство по охране окружающей среды, в котором утверждала, что диспергенты по-прежнему тайно используются, и требовала от агентства принять меры. Письмо было опубликовано в газете Huffington Post . Отт рассказал телеканалу «Аль-Джазира» : «Диспергенты, использованные в драконовском эксперименте BP, содержат растворители , такие как нефтяные дистилляты и 2-бутоксиэтанол . Растворители растворяют нефть, жир и резину. Неудивительно, что растворители также общеизвестно токсичны для людей, что медицинскому сообществу давно известно».

### Судебные разбирательства
В апреле 2012 года Центр биологического разнообразия, Фонд Surfrider Foundation и Pacific Environment подали иск против Агентства по охране окружающей среды и Береговой охраны США, заявив, что агентства не смогли адекватно изучить химические вещества в Корексите и рассеянной нефти без учета воздействия на окружающую среду.
Окружной судья США Карл Барбье в декабре 2012 года отклонил все иски против производителя Корексит, заявив, что такие иски станут «препятствием для федерального закона». Барбье заявил, что Nalco не определила, как и в каких количествах Корексит вводился во время разлива нефти Deepwater Horizon.